# Vicia monantha

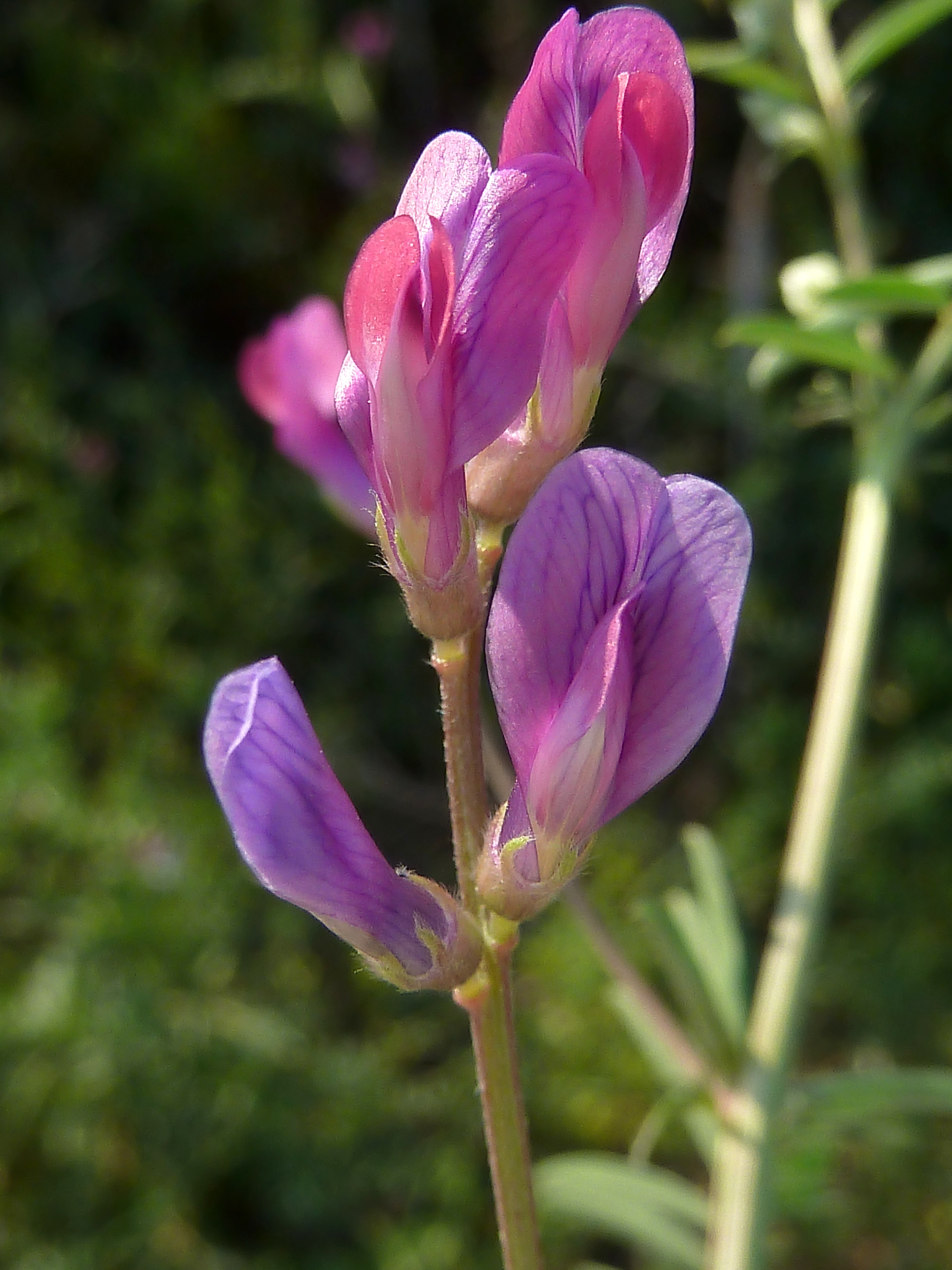
Inflorescencia

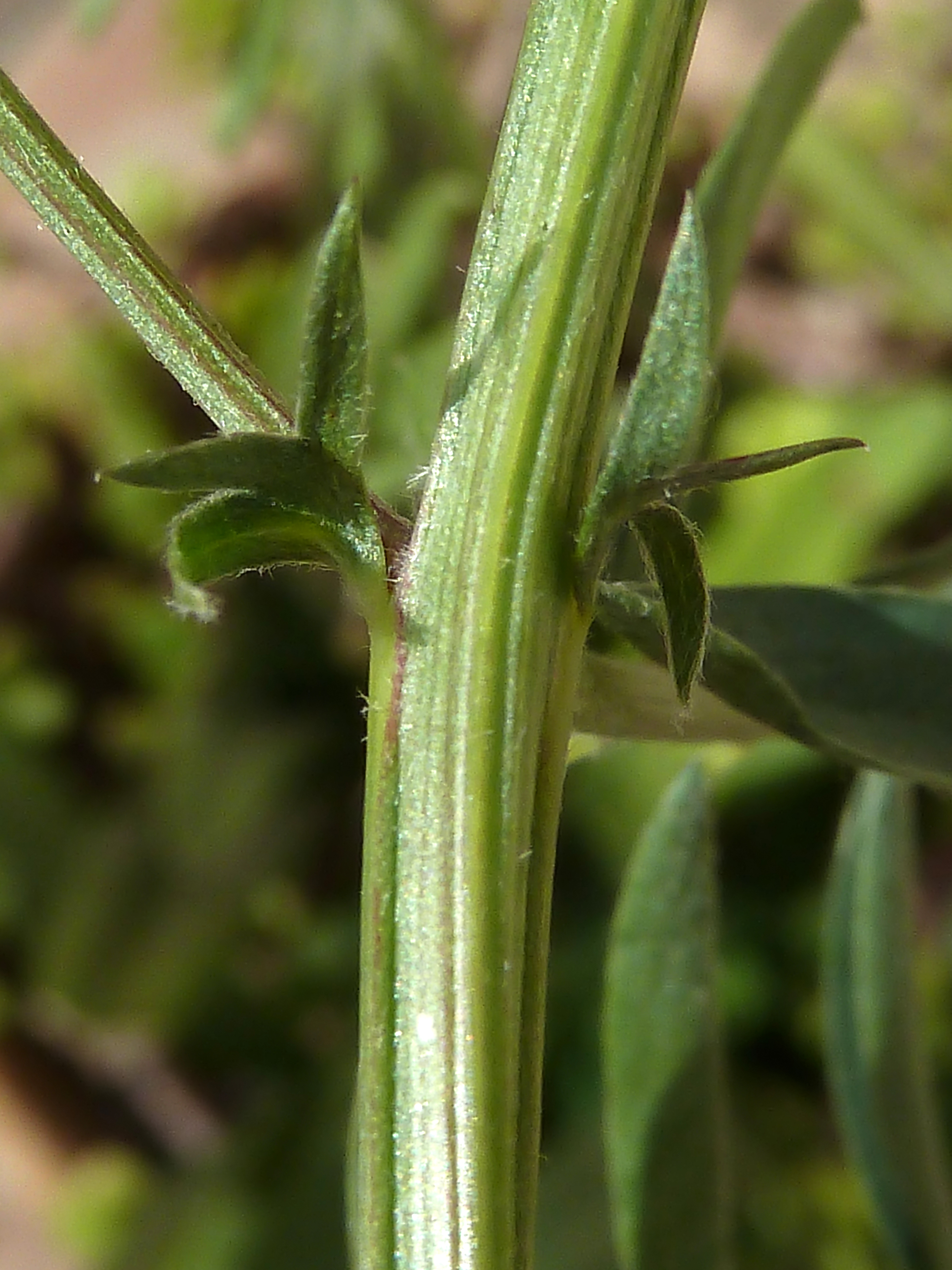
Estípulas

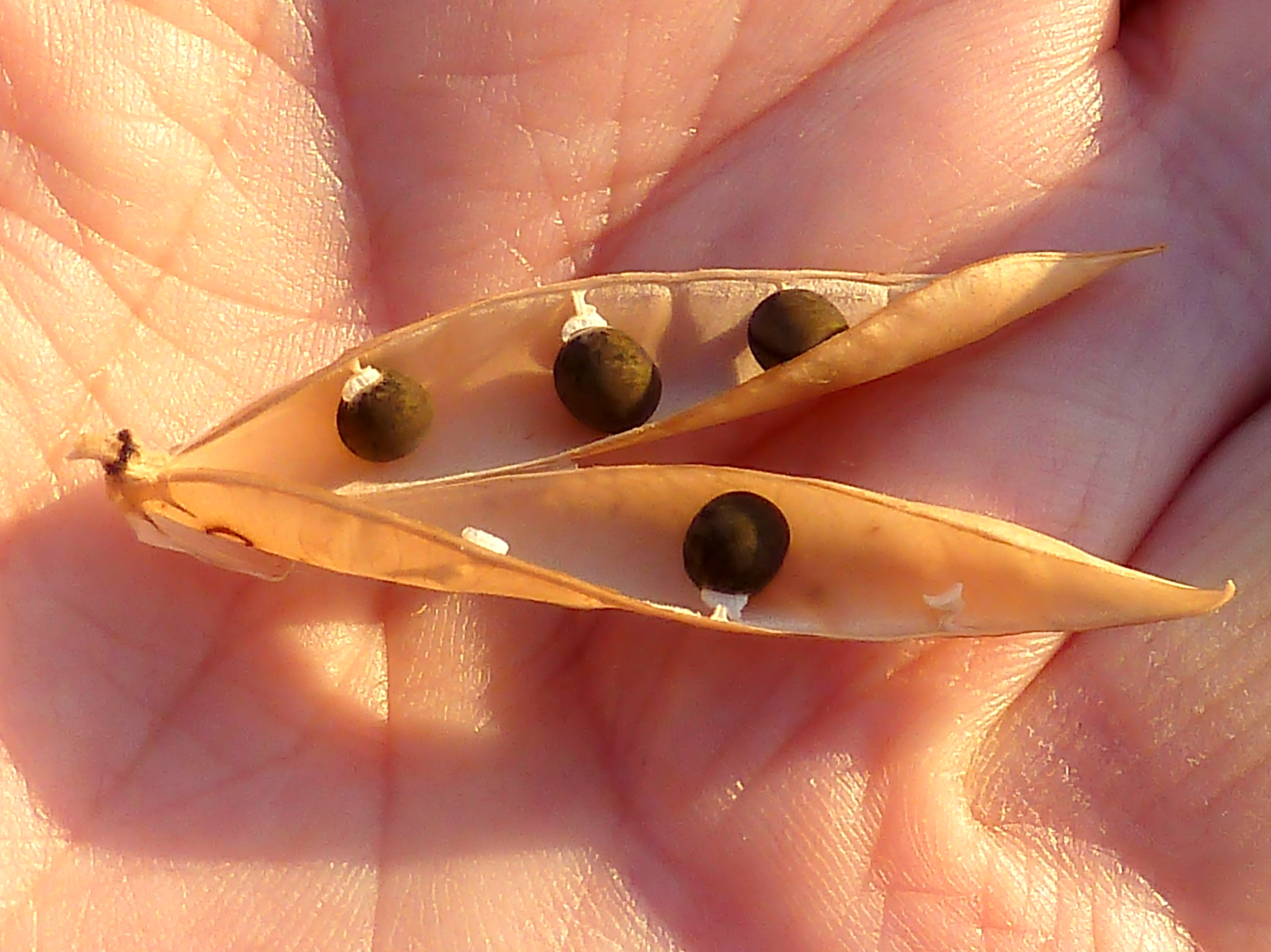
Fruto maduro abierto con sus semillas

Vicia monantha, la algarroba —entre otros nombres comunes— es una especie de planta herbácea del género Vicia en la familia Fabaceae.

## Descripción
Es una especie herbácea anual, trepadora o no, discretamente pubescente, con   tallos  de hasta  medio metro, erectos o rastreros, longitudinalmente estriados.  Las hojas,  pecioladas  o  subsentadas, son pinnadas  con 5-8  pares  de  folíolos y el raquis terminadas en zarcillo multifido; sus estípulas, de unos 4 por 3 mm, son triangulares o lanceoladas, agudas, bilobadas. Las inflorescencias, pedunculadas, son compuestas por 1-8 flores cortamente pecioladas con el cáliz zigomorfo, glabrescente y nerviado, mientras la corola tiene todos sus pétalos de color azul-violeta, estando el estandarte emarginado. El fruto es una legumbre oblonga de 3-4,5 cm de largo, algo comprimida, glabra, con 4-7 semillas globulares de 4-5 mm de diámetro, lisas, de color pardo y eventualmente con manchas obscuras.

## Distribución y hábitat
Es una especie originaria de la Cuenca Mediterránea y Macaronesia (península ibérica, Islas Baleares, Sur de Francia —probablemente introducida—, Italia, Cerdeña, Sicilia, Norte de África,  Islas Canarias) y extendida hasta África Oriental (Kenia), el Cáucaso, Asia occidental y el Subcontinente Indio. Introducida en el Este de Estados Unidos y en Australia
Crece dispersa en los cultivos de secano, herbazales, pastizales y claros de matorrales, generalmente en terrenos  arcillosos,  margosos,  yesíferos  o  salinos desde el nivel del mar hasta los 900m de altitud; florece y fructifica de marzo a noviembre.

## Taxonomía
La especie fue descrita por Anders Jahan Retzius y publicado en Observationes Botanicae quibus Plantae Indiae Occidentalis, vol. 3, p. 39, 1783.
Etimología
- Vicia: prestado del latín vĭcĭa, -ae, ya empleado por, entre otros, Virgilio en las Georgicas (1, 75), para designar las vezas en general.
- monantha: derivado de los vocablos griego μονό, cantidad de uno y ανΘος, flor, o sea «con una sola flor», pues a menudo la inflorescencia de la especie tiene una única flor.

Taxones infraespecíficos aceptados
- Vicia monantha subsp. monantha - Cáucaso, Suroeste de Asia y Norte de África.
- Vicia monantha subsp. triflora (Ten.) B.L.Burtt & P.Lewis

Sinónimos
- Cracca calcarata (Desf.) Gren. & Godr.
- Vicia biflora Desf.
- Vicia calcarata Desf.
- Vicia griffithii Baker
- Vicia monantha subsp. calcarata (Desf.) Pott.-Alap.
- Vicia monantha subsp. cinerea (M.Bieb.) Maire
- Vicia monantha subsp. eubiflora Maire

## Citología
Número de cromosomas: 2n = 14.

## Usos
Es objeto de cultivo para su aprovechamiento como forraje, abono verde y de sus semillas como pienso, no solo para el ganado pero también para consumo humano.

## Nombres comunes
- Castellano: albarroba, alberja, alberjana, algarroba (4), algarroba de Castilla, algarrobas (2), lenteja de Aragón.Las cifras entre paréntesis reflejan la frecuencia de uso del vocablo en España.[8]